# 'Ohonua
'Ohonua es ciudad más poblada del distrito 'Eua Motu'a y capital de su división administrativa así como de la isla de 'Eua, en Tonga. Está ubicada en la desembocadura del río Lakataha en la parte más occidental de la isla. Tiene una población de 1.289 habitantes en 2021. 